# Júnior Lourenço
José Lourenço Bonfim Júnior (São Luís, 18 de outubro de 1978) é um empresário e político brasileiro filiado ao Partido Liberal (PL).

## Política
Foi o 5° Prefeito de Miranda do Norte por dois mandatos consecutivos, sendo estes nos anos 2009-2012 e 2013-2016.
Em 2018 foi eleito deputado federal pelo Maranhão. 